# Gallina piroca

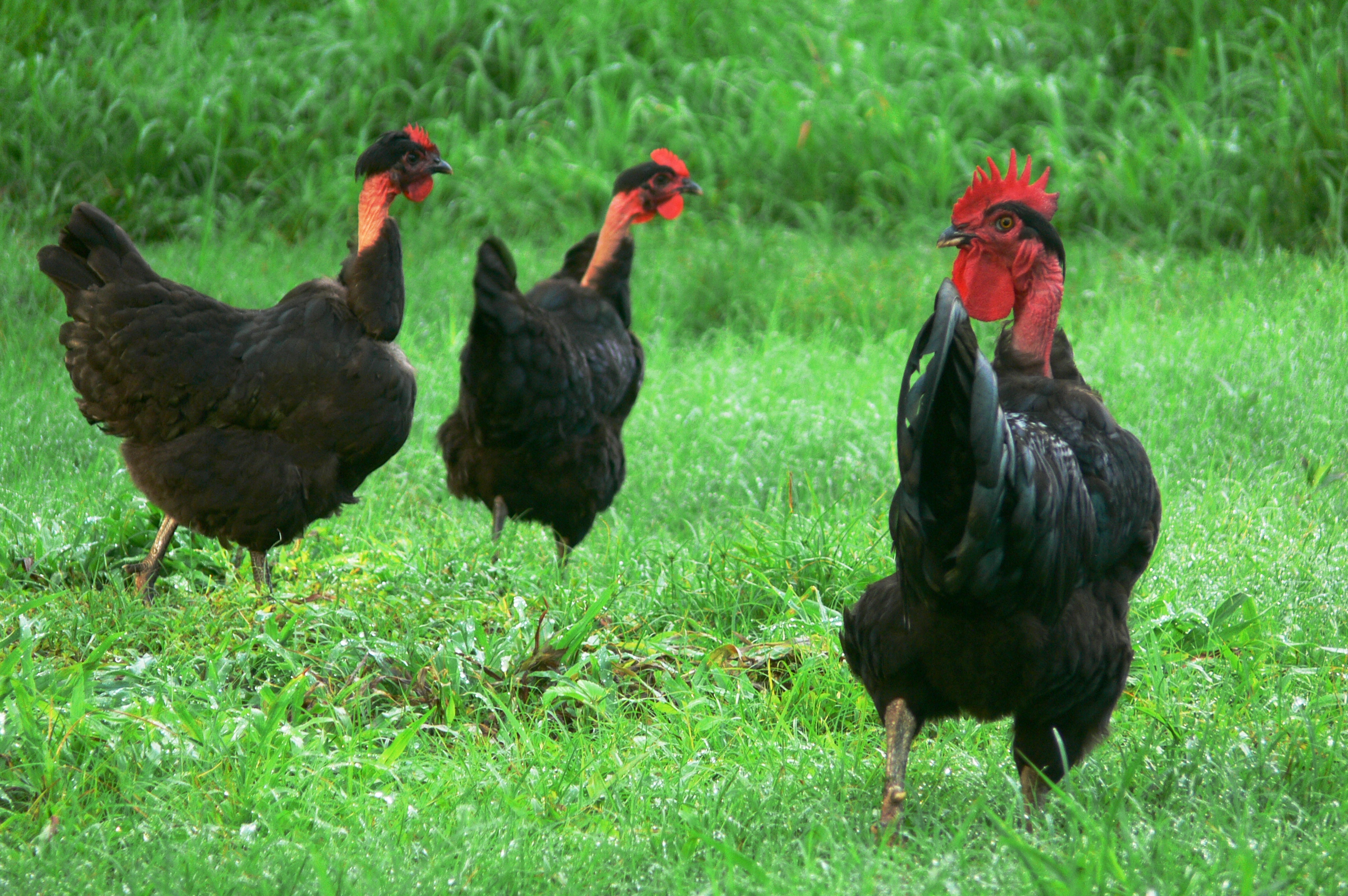
Figura 2. Trío de gallinas pirocas de la línea Pirocón Negro en un sistema de producción silvopastoril en el Llano de Venezuela.

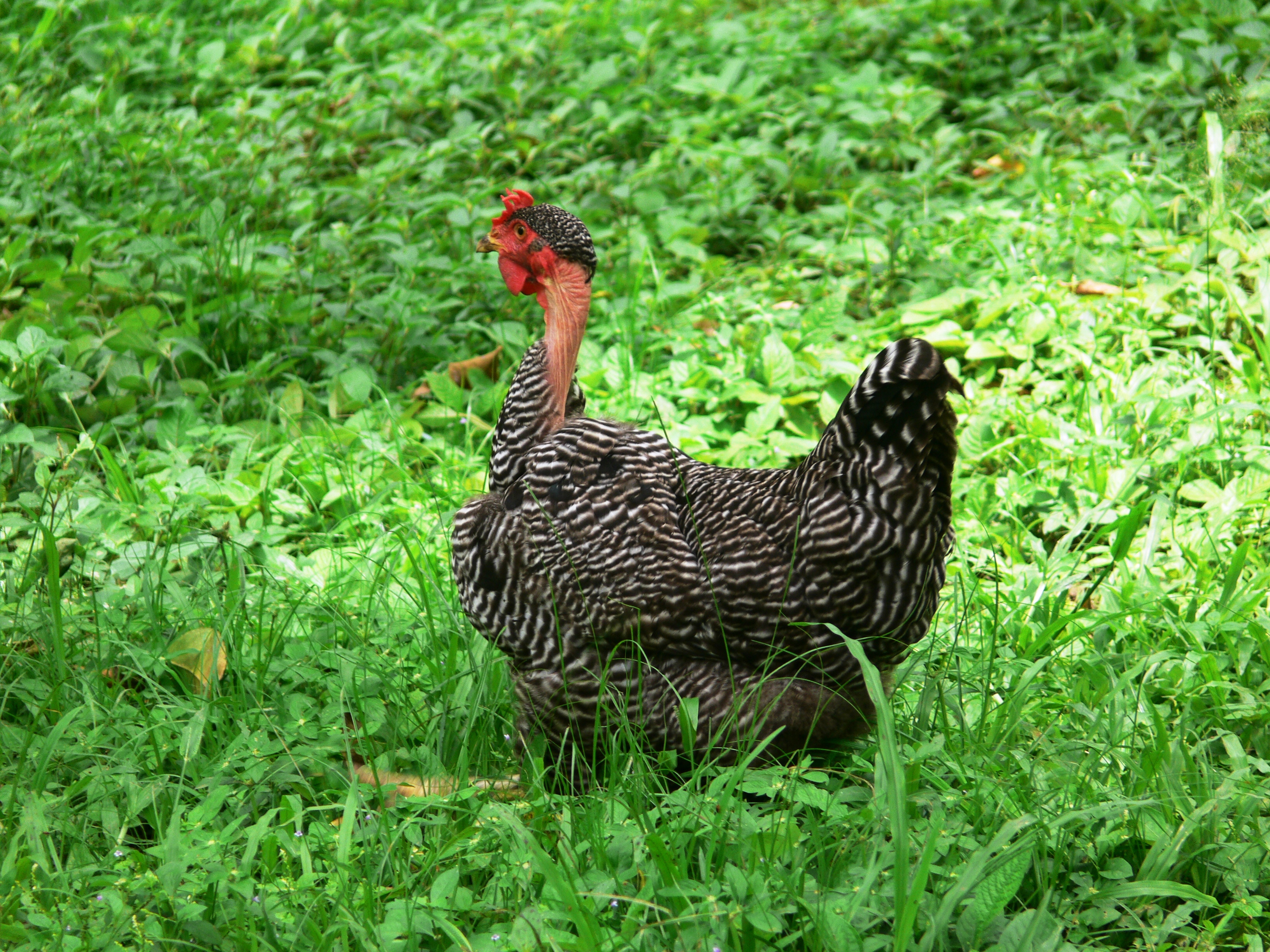
Figura 3. Gallina piroca de la línea Pi-RocK en un sistema de producción silvopastoril en el Llano de Venezuela.

La gallina piroca, conocida también como gallina cuello desnudo (naked neck o Turken en inglés), es una variedad de gallina perteneciente a la clase de las aves, del reino Animalia. En Costa Rica es conocida como: "gallina Chiricana". Fue llegada por los migrantes chiricanos (provincia de Chiriqui, Panamá), que fundaron asentamientos en la actual Zona Sur. En la segunda mitad del siglo XIX y principios del siglo XX. Fue reconocida como raza por el Standard of Perfection de la American Poultry Association en 1965. 

## Descripción
Tienen la particularidad de tener el cuello desprovisto de plumas y también tiene menor cantidad de plumas en otras áreas menos evidentes del cuerpo, como bajo las alas, a ambos lados de la pechuga y en la espalda. 
Esta característica genética al parecer se originó hace varios siglos como una mutación espontánea en la región de Transilvania (Rumania) y depende de un único par de genes en el cual el gen Na es el que confiere el carácter de desnudez (Nakedness en inglés) es el dominante y el gen na que es el recesivo es el de plumaje normal; resultando las siguientes combinaciones:

El cuello desnudo y la menor cantidad de plumas en el resto del cuerpo tiene importantes ventajas para las aves cuando son mantenidas en climas calientes porque les ayudan a disipar mejor el excesivo calor corporal. Además, al requerir menor cantidad de proteínas para formar plumas durante el crecimiento y durante las mudas periódicas, las aves pueden hacer un uso más eficiente de los nutrientes que consumen, en especial los aminoácidos y algunos oligoelementos. Gracias a que sufren de menor estrés por el calor, pueden mantenerse más activas durante el día, en especial en las horas de mayor temperatura ambiental.

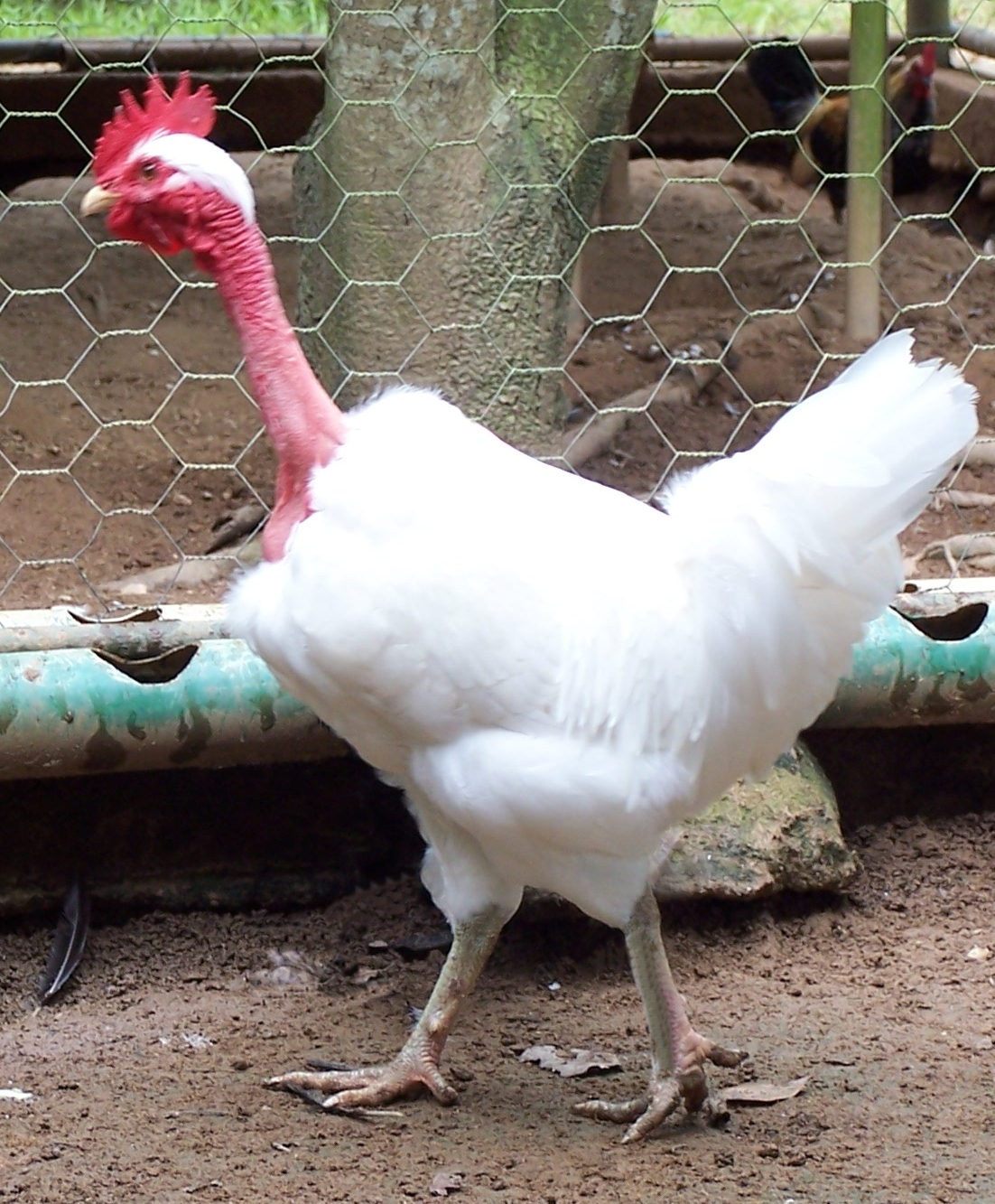
Gallo piroco homocigoto (NN) con el cuello totalmente desprovisto de plumas, sin la corbata.

- Las gallinas o gallos con el plumaje completo, con el cuello normalmente emplumado, son homocigotos recesivos; son na·na y tienen el plumaje completo en todo el cuerpo.

- Las gallinas o gallos con el par de genes Na son homocigotos dominantes Na·Na, tienen todo el cuello desnudo y tienen hasta 40 % menos plumas en todo el cuerpo en comparación con una gallina de plumaje normal.

- Las gallinas o gallos heterocigotos son los que tienen un gen dominante y un gen recesivo, son Na·na y tienen el cuello desnudo con una mota de plumas en el medio del cuello y hacia adelante, a manera de corbata.[3]

## Reproducción
Las gallinas pirocas son frecuentes en las crías de patio en el medio rural y periurbano de muchos países y entre todas las gallinas criollas tienen fama de ser las mejores ponedoras, de que son más resistentes a las pestes que periódicamente asuelan los patios y de que son muy buenas para incubar huevos y criar pollitos (buenas madres). También se reputan como las de mejor carne para sopas y sancochos.

### Incubación y gestación
Las gallinas ponen cada día durante varios días (entre 8 y 10) un huevo en el que se desarrolla el embrión, y lo incubarán hasta que nazca, dándole calor y rotando su posición (durante 21 días). Se conoce como gallina clueca a aquella que deja de poner huevos y se centra en empollarlos y protegerlos.
- Productividad: Puesta 130 a 160 huevos anuales, de peso mínimo 55 g y cáscara de color blanco a crema.[5]

- Peso: Gallo de 2,5 a 3 kg. - Gallina de 2 a 2,5 kg.[5]

## Enfermedades
Las gallinas son muy susceptibles a muchos parásitos como los piojos, los ácaros, las garrapatas, las pulgas y los nematodos. 

## Genética
En varios países del mundo se están desarrollando líneas genéticas de gallinas pirocas mejoradas genéticamente para la producción en sistemas silvopastoriles o a campo abierto; donde pueden aprovechar mejor sus ventajas adaptativas. En Francia, por ejemplo, se ha desarrollado durante las últimas tres décadas el sistema Label Rouge que es un sello de calidad para productos avícolas provenientes de sistemas en pastoreo. En Estados Unidos y en Brasil se están popularizando los sistemas de producción avícolas a campo abierto, en vida libre o en pasturas. En todos esos sistemas, las gallinas pirocas o cuello desnudo se han ganado un importante puesto por sufrir de menor estrés calórico y por sus habilidades para buscar su alimento en las áreas de pastoreo. En Venezuela se han logrado importantes avances en el Sistema Integrado para el Desarrollo Rural y la Avicultura Silvopastoril - SIDERAL, donde han desarrollado tres líneas genéticas de gallinas criollas pirocas mejoradas:
- Una línea pesada para producción de carne, de color negro lustroso, denominada Pirocón (Fig. 2).
- Una línea semipesada de doble propósito carne/huevos, de color barrada, denominada Pi-RocK (Fig. 3).
- Una línea semipesada de doble propósito huevos/carne, de color rojo, denominada Pirocolorada.